# 도망친 로봇
《도망친 로봇》은 레스터 델 레이의 1965년작 SF 소설로, 주인의 형편 때문에 팔려간 한 로봇의 이야기이다. 《톰 아저씨의 오두막》의 SF 버전이라고 할 수 있다.

## 줄거리
Q=5=7=256, 통상 렉스라고 불리는 로봇이 화자이자 주인공이다. 렉스는 목성 제 3 위성 가니메데 총독으로 있는 로저 심슨의 가사 로봇인데, 주인이 지구로 옮겨가며 화물비 때문에 헤닝스라는 자에게 팔아넘겼다. 그런데 렉스를 특히 좋아하던 심슨 씨의 아들 폴은 렉스를 훔쳐 함께 지구로 돌아가려 한다. 폴은 대담히 트라벨러 호라는 화물선으로 밀항을 시도하고, 밀항에 성공해서 화성에 도착한다. 렉스는 지구행 비행선에 로봇은 탈 수 없다는 말을 일부러 폴에게 하지 않았다. 결국 폴은 혼자 지구로 가고 렉스는 트라벨러 호 선장 베커에게 돌아간다. 여러 곡절이 있었지만 베커는 렉스를 지구까지 데려다 주고, 렉스는 심슨 가족과 함께 살게 된다.